# إبراهيم دياز
إبراهيم عبد القادر دياز (بالإسبانية: Brahim Díaz) (تلفظ بالإسبانية: ‎/bɾaˈin ˈdi.aθ/‏؛ المعروف باسم إبراهيم دياز أو إبراهيم فقط، (مواليد 3 أغسطس 1999) هو لاعب كرة قدم مغربي يلعب كلاعب خط وسط هجومي لنادي ريال مدريد في الدوري الإسباني ومنتخب المغرب.

## النشأة
ولد إبراهيم دياز في مدينة مالقة لأب مغربي يدعى سفييل عبد القادر موحند، وأم إسبانية تدعى باتريشيا دياز. وهو بالتالي يحمل الجنسيتين الإسبانية والمغربية. وهو الأكبر بين خمسة أطفال، لديه أربع أخوات صغيرات (زايرا، إديرا، دنيا وإيرينا).

## مسيرته الكروية

### مانشستر سيتي
بدأ إبراهيم مسيرته المهنية في نادي مسقط رأسه مالقا، قبل أن ينتقل إلى مانشستر سيتي في عام 2015 بعمر الـ16 سنة مقابل 200.000 جنيه إسترليني. في 21 سبتمبر 2016، شارك دياز في أول مباراة له مع الفريق الأول للسيتي، حيث حل بديلا في الدقيقة 80 محل كيليتشي إيهيناتشو في مباراة لكأس رابطة الأندية الإنجليزية المحترفة ضد سوانزي سيتي. بعد خمسة أيام، وقع أول عقد مهني له مع سيتي لمدة ثلاث سنوات.
في 27 يوليو 2017، شارك إبراهيم بديلاً أمام ريال مدريد في مباراة ودية في الكأس الدولية للأبطال وسجل الهدف الأخير من مباراة الفوز 4–1. في 21 نوفمبر 2017، شارك إبراهيم في أول مباراة له في دوري أبطال أوروبا ضد فاينورد، في الوقت بدل الضائع، حيث حل محل رحيم ستيرلينغ.
في 19 ديسمبر 2017، شارك إبراهيم كأساسي لأول مرة مع الفريق، حيث لعب 88 دقيقة ضد ليستر سيتي في كأس رابطة الأندية الإنجليزية. شارك لأول مرة في الدوري الإنجليزي الممتاز في 20 يناير 2018، في مباراة الفوز 3–1 على نيوكاسل يونايتد. وفي 13 مايو، حصل على ميدالية بطل الدوري بعد مشاركته بشكل متقطع في أربع مباريات في الدوري خلال الموسم.
في 5 أغسطس 2018، لعب إبراهيم الـ15 دقيقة الأخيرة بدلاً من فيل فودين في مباراة الفوز 2–0 على تشيلسي في درع الاتحاد الإنجليزي 2018. في وقت لاحق من ذلك الموسم، سجل إبراهيم أول هدف له في مسيرته مع السيتي، حيث سجل هدفين في مباراة الفوز 2–0 على نادي فولهام في 1 نوفمبر.

### ريال مدريد
بعد الإشاعات حول موضوع انتقاله، إلى جانب عقده مع مانشستر سيتي الذي ينتهي في يونيو 2019، انضم إبراهيم إلى ريال مدريد في 6 يناير، مقابل 15.5 مليون جنيه إسترليني (17 مليون يورو). كما أن عقده الذي يربطه مع النادي الملكي حتى عام 2025 تضمن عدة إضافات محتملة، والتي قد ترفع قيمة انتقاله إلى 22 مليون جنيه إسترليني (24 مليون يورو). كما شمل الانتقال بنوداً تنص على السيتي سيحصل على 15% في حال قرر الانتقال من الريال مستقبلا، والتي سترتفع إلى 40% في حال خروج إبراهيم من مدريد إلى «نادي آخر من مدينة مانشستر غير السيتي».
شارك إبراهيم في أول مباراة له مع ريال مدريد 9 يناير. حيث دخل كبديل في الدقيقة 78 أمام ليغانيس في دور الستة عشر من كأس ملك إسبانيا، وانتهت المباراة بفوز الملكي 3–0. وشارك لأول مرة في الدوري بعد أربعة أيام، عندما دخل كبديل في مباراة الفوز 2–1 على ريال بيتيس.
لعب ست مباريات خلال موسم الدوري، حيث فاز ريال مدريد بلقب الدوري الإسباني لموسم 2019–20. في 27 فبراير 2025، وصل اللاعب المغربي براهيم دياز إلى مباراته المئة مع نادي ريال مدريد، بعد مشاركته كبديل في مباراة فريقه أمام ريال سوسيداد.

#### ميلان (إعارة)
في 4 سبتمبر 2020، أعلن ريال مدريد أن إبراهيم سيُعار إلى نادي ميلان لموسم 2020–21.

## مسيرته الدولية

### إسبانيا
بدأ إبراهيم دياز مسيرته الدولية مع منتخب إسبانيا تحت 16 سنة، وحصل على الإشادة في بطولة أوروبا تحت 17 سنة لكرة القدم 2016، وبطولة أمم أوروبا تحت 17 سنة 2017.
نظرًا للعزل الذاتي لبعض لاعبي منتخب إسبانيا الأول بسبب نتيجة اختبار كوفيد-19 الإيجابية لسيرجيو بوسكيتس، اُستدعي فريق إسبانيا تحت 21 سنة للمشاركة في المباراة الودية الدولية ضد ليتوانيا في 8 يونيو 2021. ظهر إبراهيم لأول مرة مع المنتخب الأول في هذه المباراة وسجل الهدف الثاني في الفوز بنتيجة 4-0 ضد ليتوانيا.

### المغرب
في 10 مارس 2024، ذكرت صحيفة ماركا الإسبانية بأن إبراهيم أبلغ الجامعة الملكية المغربية لكرة القدم رسميًا بنيته اختيار تمثيل المغرب بدلاً من إسبانيا. وفي 13 مارس 2024، اُستدعي إبراهيم من قبل المدرب المغربي وليد الركراكي للمشاركة في مباريات ودية ضد منتخبي أنغولا وموريتانيا. لعب أول مباراة دولية ودية بقميص المنتخب المغربي يوم الجمعة 22 مارس 2024 والتي فاز فيها منتخب المغرب على ضيفه منتخب أنغولا (1-0).

## الإحصائيات
آخر تحديث 8 مايو 2024.
| النادي        | الموسم   | الدوري           | الدوري | الدوري  | الكأس الوطني | الكأس الوطني | كأس الدوري | كأس الدوري | أوروبا | أوروبا  | أخرى   | أخرى    | المجموع | المجموع |
| النادي        | الموسم   | الدرجة           | الظهور | الأهداف | الظهور       | الأهداف      | الظهور     | الأهداف    | الظهور | الأهداف | الظهور | الأهداف | الظهور  | الأهداف |
| ------------- | -------- | ---------------- | ------ | ------- | ------------ | ------------ | ---------- | ---------- | ------ | ------- | ------ | ------- | ------- | ------- |
| مانشستر سيتي  | 2016–17  | الدوري الإنجليزي | 0      | 0       | 0            | 0            | 1          | 0          | 0      | 0       | —      | —       | 1       | 0       |
| مانشستر سيتي  | 2017–18  | الدوري الإنجليزي | 5      | 0       | 1            | 0            | 1          | 0          | 3      | 0       | —      | —       | 10      | 0       |
| مانشستر سيتي  | 2018–19  | الدوري الإنجليزي | 0      | 0       | 0            | 0            | 3          | 2          | 0      | 0       | 1      | 0       | 4       | 2       |
| مانشستر سيتي  | المجموع  | المجموع          | 5      | 0       | 1            | 0            | 5          | 2          | 3      | 0       | 1      | 0       | 15      | 2       |
| ريال مدريد    | 2018–19  | الدوري الإسباني  | 9      | 1       | 2            | 0            | —          | —          | 0      | 0       | —      | —       | 11      | 1       |
| ريال مدريد    | 2019–20  | الدوري الإسباني  | 6      | 0       | 3            | 1            | —          | —          | 1      | 0       | 0      | 0       | 10      | 1       |
| ريال مدريد    | 2023–24  | الدوري الإسباني  | 29     | 6       | 2            | 1            | —          | —          | 9      | 2       | 2      | 1       | 42      | 10      |
| ريال مدريد    | المجموع  | المجموع          | 44     | 7       | 7            | 2            | —          | —          | 10     | 2       | 2      | 1       | 63      | 12      |
| ميلان (إعارة) | 2020–21  | الدوري الإيطالي  | 27     | 4       | 2            | 0            | —          | —          | 10     | 3       | —      | —       | 39      | 7       |
| ميلان (إعارة) | 2021–22  | الدوري الإيطالي  | 31     | 3       | 4            | 0            | —          | —          | 5      | 1       | —      | —       | 40      | 4       |
| ميلان (إعارة) | 2022–23  | الدوري الإيطالي  | 33     | 6       | 1            | 0            | —          | —          | 10     | 1       | 2      | 0       | 46      | 7       |
| ميلان (إعارة) | المجموع  | المجموع          | 91     | 13      | 7            | 0            | —          | —          | 25     | 5       | 2      | 0       | 126     | 18      |
| الإجمالي      | الإجمالي | الإجمالي         | 139    | 20      | 15           | 2            | 5          | 2          | 38     | 7       | 5      | 1       | 202     | 32      |

1. ↑  تشمل كأس الاتحاد الإنجليزي
2. ↑  تشمل كأس رابطة الأندية الإنجليزية المحترفة
3. ↑  المباريات في دوري أبطال أوروبا
4. ↑  المباريات في درع الاتحاد الإنجليزي
5. ↑  المباريات في كأس السوبر الإسباني
6. ↑  المباريات في الدوري الأوروبي
7. ↑  المباريات في كأس السوبر الإيطالي

## الإنجازات
مانشستر سيتي
- الدوري الإنجليزي الممتاز: 2017–18[37]
- كأس رابطة الأندية الإنجليزية المحترفة: 2017–18[38]
- درع المجتمع الإنجليزي: 2018[39]

 ريال مدريد
- الدوري الإسباني: 2019–20،[40] 2023–24[41]
- كأس السوبر الإسباني: 2019–20،[42] 2023–24[43]
- دوري أبطال أوروبا: 2023–24[44]
- كأس السوبر الأوروبي: 2024[45]
- كأس القارات للأندية: 2024[46]

 ميلان
- الدوري الإيطالي: 2021–22[47]

فردية
- هدف الشهر في الدوري الإيطالي: أكتوبر 2022[48]
- هداف تصفيات كأس الأمم الإفريقية 2025[49]

## وصلات خارجية
- إبراهيم دياز على موقع الاتحاد الأوربي (الإنجليزية)
- إبراهيم دياز على موقع إي إس بي إن إف سي (الإنجليزية)
- إبراهيم دياز على موقع قاعدة بيانات كرة القدم.إي يو (الإنجليزية)
- إبراهيم دياز على موقع ليكيب (الفرنسية)
- إبراهيم دياز على موقع ناشيونال فوتبول تيمز (الإنجليزية)
- إبراهيم دياز على موقع Soccerbase.com (لاعب) (الإنجليزية)
- إبراهيم دياز على موقع Soccerway.com (الإنجليزية)
- إبراهيم دياز على موقع عالم كرة القدم.نت (الإنجليزية)
- إبراهيم دياز على موقع AS.com (الإسبانية)
- إبراهيم دياز  على سكروي